# Fábio Macari
Fábio Macari foi um produtor musical brasileiro. É conhecido por ter produzido para grupos como Facção Central, Realidade Cruel, GOG, Inquérito, Filosofia de Rua, RPW, Martis MC, entre outros.
Em 2003, foi premiado com o Prêmio Hutúz na categoria Melhor Produtor Musical.
O produtor faleceu dia 10 de julho de 2012 vítima de câncer.

## Prêmios
| Ano  | Prêmio       | Categoria               | Resultado | Ref   |
| ---- | ------------ | ----------------------- | --------- | ----- |
| 2003 | Prêmio Hutúz | Melhor Produtor Musical | Venceu    | [ 5 ] |